# 문익점부조묘관련문서일괄
문익점부조묘관련문서일괄(文益漸不조廟關聯文書一括)은 대한민국 전라남도 보성군 미륵면 도개리, 문익점 부조묘에 소장된 문서이다. 1988년 12월 21일 전라남도의 유형문화재 제165호로 지정되었다.

## 개요
문익점 부조묘에 소장된 문서로서 국가에 공이 있는 인물의 후손들이 자신들의 처우를 확보하기 위해 만든 문서와 국가로부터 받은 문서들이다.
부조묘란 나라에 큰 공훈이 있는 사람의 신주를 사당에 영구히 제사 지내게 하는 특전이다. 조선시대에는 이와 같이 그 후손에 대해 여러 가지 특전과 혜택이 주어졌다. 여기 문익점 부조묘와 관련된 문서들은 조선 후기(18세기 말∼19세기 말)에 한정된 각종 증명서들이다.
현존하는 문서는 다음과 같다.
①견관도제문(1787년)
②수교(1811년)-8면
③절목1(1833년)
④절목2(1833년)-4면
⑤절목3(1835년)
⑥절목4(1845년)-7면
⑦계하사목(1836년)
⑧종중완문(1841년)-1매
⑨상서-2종
⑩등장(1847년)-1매
⑪통문
⑫상서(1856년)
⑬관문(1857년)-숙명옹주방에서 문익점 부조묘에 보낸 관문으로 총 5천냥 가량의 부채를 상환토록 하는 문서 등이다.
이들 문서는 일괄되어 있을 때 그 가치가 점차 증대되는데, 현재 문익점 부조묘에 보존된 것은 전량이 아닌 점이 다소 아쉽기는 하다. 그러나 지방 사회에서 부조묘라는 문중의 구심점을 통해 반영되는 생활의 실상을 이해하는데 귀중한 자료라는 점에서 그 가치가 있다.

## 참고 문헌
- 문익점부조묘관련문서일괄 - 국가유산청 국가유산포털